# Mala Kamenica
Mala Kamenica (serb. Мала Каменица/Mala Kamenica) ist ein Dorf in der Gemeinde Opština Negotin und im Bezirk Bor in Ostserbien.

## Geschichte und Name

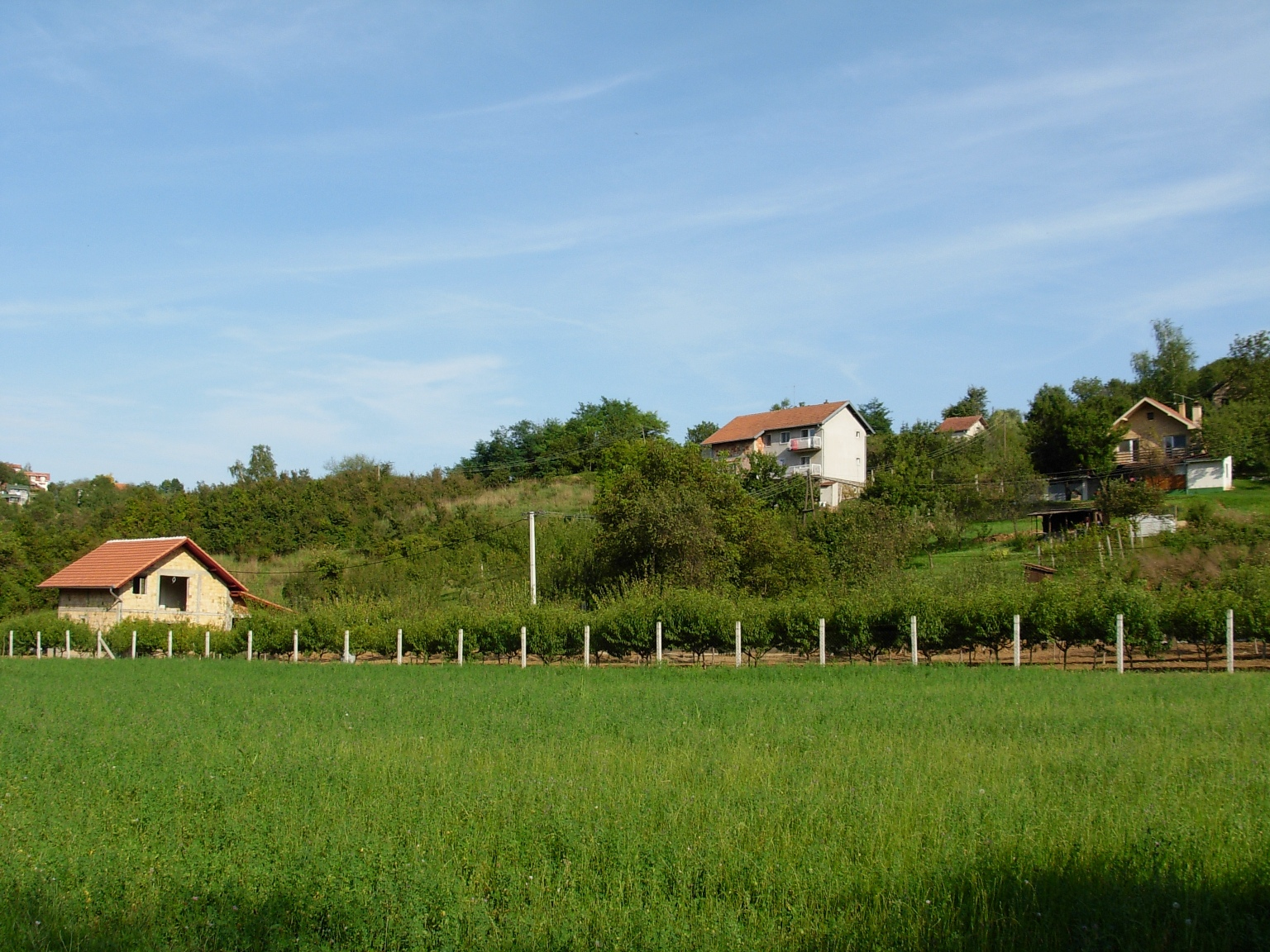
Blick auf einen Teil von Mala Kamenica

Das erste Mal wird das Dorf schriftlich im Jahre 1736 unter dem Namen Kamenica erwähnt. Heute ist bekannt, dass es im 16. Jahrhundert Gornja Kamenica (deutsch: Obere Kamenica) und Donja Kamenica (deutsch: Untere Kamenica) gab.
Den heutigen Namen erhielt das Dorf wegen eines Steinbruches  (serbisch: Kamenjar), der sich an der heutigen Stelle des alten Dorfes befand.
Von 2001 bis 2004 wurde im Dorf die Serbisch-orthodoxe Kirche Hl. Elias erbaut.

## Einwohner
Laut Volkszählung 2002 (Eigennennung) gab es 392 Einwohner im Dorf.
Weitere Volkszählungen:
- 1948: 1.205
- 1953: 1.252
- 1961: 1.226
- 1971: 1.165
- 1981: 1.108
- 1991: 998